# (295) Theresia
(295) Theresia ist ein Asteroid des mittleren Hauptgürtels, der am 17. August 1890 vom österreichischen Astronomen Johann Palisa an der Universitätssternwarte Wien entdeckt wurde.
Ein Bezug dieses Namens zu einer Person oder einem Ereignis ist nicht bekannt. Der Name wurde fälschlicherweise Maria Theresia (1717–1780), Königin von Ungarn und Böhmen und Ehefrau von Kaiser Franz I., zugeschrieben. Wie in der Beilage zum Astronomischen Kalender 1892, S. 91 kommentiert, ist diese Interpretation offensichtlich falsch: „Die Namen der neun Planeten 283, 284, 285, 289, 294, 295, 297, 302 und 303, welche der Reihe nach lauten: Emma, Amelia, Regina, Nenetta, Felicia, Theresia, Cäcilia, Clarissa und Josefina und von den Entdeckern oder Freunden derselben gewählt wurden, gehören, wie man leicht erkennt, nicht antiken, sondern lebenden Göttinnen an: es gebietet daher schon die Courtoisie, sich weiterer Commentare über dieselben zu enthalten.“

## Wissenschaftliche Auswertung
Aus Ergebnissen der IRAS Minor Planet Survey (IMPS) wurden 1992 erstmals Angaben zu Durchmesser und Albedo für zahlreiche Asteroiden abgeleitet, darunter auch (295) Theresia, für die damals Werte von 27,7 km bzw. 0,19 erhalten wurden. Eine Auswertung von Beobachtungen durch das Projekt NEOWISE im nahen Infrarot führte 2011 zu vorläufigen Werten für den Durchmesser und die Albedo im sichtbaren Bereich von 31,0 oder 35,5 km bzw. 0,16 oder 0,12. Nach neuen Messungen mit NEOWISE wurden die Werte 2014 auf 28,3 oder 29,4 km bzw. 0,18 oder 0,17 korrigiert.
Photometrische Messungen des Asteroiden fanden statt vom 23. bis 30. Dezember 2003 am Menke Observatory in Maryland. Aus der aufgezeichneten Lichtkurve wurde eine Rotationsperiode von 10,71 h bestimmt. Weitere Beobachtungen erfolgten vom 11. bis 13. Mai 2010 am Oakley Southern Sky Observatory, der australischen Außenstation des Rose-Hulman Institute of Technology in Indiana. Hier konnte für die Rotationsperiode ein Wert von 10,87 h abgeleitet werden.
Neue photometrische Messungen wurden während acht Nächten vom 17. November bis 15. Dezember 2017 am Organ Mesa Observatory in New Mexico durchgeführt. Die früheren Ergebnisse konnten mit einer Rotationsperiode von 10,702 h bestätigt werden. Die doppelte Periode wurde dagegen sicher ausgeschlossen.
Aus archivierten Daten des Asteroid Terrestrial-impact Last Alert System (ATLAS) aus dem Zeitraum 2015 bis 2018 konnte in einer Untersuchung von 2022 mit der Methode der konvexen Inversion eine Rotationsperiode von 10,7063 h bestimmt werden. Im Jahr 2023 wurde aus photometrischen Messungen von Gaia DR3 erstmals ein dreidimensionales Gestaltmodell des Asteroiden für zwei alternative Rotationsachsen mit prograder Rotation und einer Periode von 10,7072 h berechnet.